# Moisești, Mehedinți
Moisești este un sat în comuna Ilovița din județul Mehedinți, Oltenia, România.